# 줄리 곤살로
줄리 곤잘로(영어: Julie Gonzalo, 스페인어: 훌리 곤살로, 1981년 9월 9일 ~ )는 미국의 배우이다.

## 출연 작품

### 영화
- 프리키 프라이데이 (2003)
- 크리스마스 건너뛰기 (2004)
- 피구의 제왕 (2004)
- 신데렐라 스토리 (2004)
- 비밀과 거짓말의 차이 (2005)
- 체리 크러쉬 (2007)
- 무비다스 (2007)
- 뱀프 유 (2013)
- 와플 스트리트 (2015)
- Another Time (2016) - 단편
- 알렉스 & 더 리스트 (2016)
- 펀칭백 (2017)

### 텔레비전
- 베로니카 마스 (2006-07, 2019)
- 일라이 스톤 (2008-09)
- 댈러스 (2012-14)
- 슈퍼걸 (2019-21)